# Panda (glasbena skupina)
Panda je slovenska pop rock skupina, ki jo je leta 1986 ustanovil Andrej Pompe. 
Aktivno deluje več kot tri desetletja. Njihove avtorske skladbe vsebujejo elemente rocka, popa in jazza, s ščepcem hip-hopa in rapa, besedila so lirična in predvsem ljubezenska, redkeje posegajo v družbene odnose.
Skupina je leta 1999 dosegla zmago na festivalu Melodije morja in sonca.

## Zasedba

### Člani Pande
- Nina Bauman – vokal (od 2014)
- Andrej Pompe – klaviature in vokal (od 1986)
- Samo Pirc – kitara (od 1989)
- Vlado Pirc – bas kitara in spremljevalni vokal (od 1989)
- Damjan Mulej – bobni, tolkala (od 1994)
- Vanja Vogrinčič – tolkala (od 2007)

### Nekdanji člani
- Suzana Jeklic – vokal (1986–1993/4)
- Mark Čuček – kitara (1986–1989)
- Brane Vidan – bas (1986–1989)
- Dušan Zupančič – bobni (1986–1989)
- Tomo Tomšič – bobni (1989–1994)
- Suzana Werbole – vokal (1993–2002)
- Katja Obleščak – vokal (2003–2010)
- Saša Danilov – vokal (2011–2012)
- Sara Petrovčič – vokal (2012–2014)

## Albumi
- Ugrizni me, če upaš (1987) gost Urban Urbanija - saksofonist
- V vročici noči (1990)
- V poznih nočnih urah (1995) gost Hugo Šekoranja - saksofonist
- Vse najboljše (1997/8)
- Ecstasy (1998) gost Matej Rihtar - trobentač
- Nepremagljivi (2000)
- Urbanavantura (2001) veliko gostov
- D.O.N.S (2005) gostje: Trkaj – raper, Klemen Kotar – saksofonist, Matjaž Kajzer – trobentač
- Depandansa (2009) gostje:  Klemen Kotar – saksofonist, Matjaž Kajzer – trobentač
- Šepetanja – Tribute to Panda (2012)
- Stoletni ples (2016)
- Daleč stran (2019) - gostje Aljoša Jurkošek - trobentač, Rudi Javornik . saksofonist, Matija Mlaja - pozavnist
- Legenda (2023)- gostje Aljoša Jurkošek- trobentač, Primož Fleischmann - saksofonist, Tinkara Kovač- pevka

## Uspešnice
- Sive ceste
- Daleč stran
- Tvoj svet
- Nepremagljivi (1991 na prvem mestu slovenskih lestvic, ponovno posneto 2011 – duet z Nušo Derenda)
- Da bo jutri še en dan
- Ti in jaz
- Tok tok
- Noro
- Stoletni ples
- V poznih nočnih urah
- En korak
- Ohranimo našo vrsto
- Ljubimec brez imena
- Ena noga en korak
- Živjenje je igra
- Kje je ta mož
- Kakšno sonce kakšen dan

## Nastopi na glasbenih festivalih

### Pop delavnica
- 1985 (predtekmovanje): Nikogar ni doma
- 1986: Lino – 1. mesto
- 1989: Ohranimo našo vrsto – 3. nagrada občinstva
- 1991: Kako je to lepo – 4. mesto
- 1992: Le sebe še imam

### Melodije morja in sonca
- 1994: V novi dan – 2. mesto občinstva
- 1995: Za vedno moj – 1. nagrada žirije (Andrej Pompe, Suzana Jeklic - Andrej Pompe)
- 1996: Morje in ... (Andrej Pompe, Suzana Jeklic - Andrej Pompe)
- 1997: Včasih (Andrej Pompe)
- 1999: Sive ceste – 1. mesto (Samo Pirc, Suzana Jeklic - Panda)
- 2013: Češnjev cvet (Andrej Pompe - Panda)
- 2019 (rezerva): Mavrica (Andrej Pompe - Panda)

### EMA
- 1996: Sama proti vsem (Andrej Pompe - Suzana Jeklic) – 4. mesto (65 točk)
- 2001: Tok, tok (Andrej Pompe - Andrej Pompe - Panda)
- 2004: Tvoj svet (Andrej Pompe - Suzana Jeklic, Trkaj - Panda), skupaj s Trkajem
- 2007: Nemirna leta (Andrej Pompe - Andrej Pompe - Panda)

### Slovenska popevka
- 2000: Danes se vse preprosto zdi (Samo Pirc - Suzana Jeklic - Andrej Pompe)
- 2013: Hočem tja (Samo Pirc - Sara Petrovčič - Grega Forjanič)